# ۱۵۰۴ (میلادی)
۱۵۰۴ (میلادی) هزار و پانصد  و چهارمین سال تقویم میلادی است.

## رویدادها
- تندیس داوود به وسیله میکل‌آنژ، نقاش و مجسمه‌ساز برجسته ایتالیائی ساخته شد. تندیس داوود، ۵٫۱۷ متر ارتفاع دارد و از سنگ مرمر ساخته شده‌است.[۱] تندیس داوود از شاهکارهای عصر رنسانس محسوب می‌شود.[۲]

## زادگان
- ۳۱ مارس – گورو انگد، نویسنده هندی (د. ۱۵۵۲)

## درگذشتگان
- ۲۶ نوامبر، ایزابلای یکم، شهبانوی کاستیا و آراگون (ت. ۱۴۵۱)